# Megachile mendocensis
Megachile mendocensis är en biart som beskrevs av Durante, Abramovich och Lucia 2006. Megachile mendocensis ingår i släktet tapetserarbin, och familjen buksamlarbin. Inga underarter finns listade i Catalogue of Life.